# S행렬 이론
S행렬이론(S-matrix theory)은 S행렬(S-matrix)의 개념을 본격적으로 다루기 시작한 W. 하이젠베르크에 의해  제안되었다.
S행렬이론은 산란행렬이라고도 불리는 S-행렬에 대한 존재를 다루는 이론으로 S행렬의 가능성 및 소립자
반응을 S행렬로 표현하는 물리적 상관관계나 S행렬의 수학적 성질에 관한 연구 등 폭넓은 영역을 가지고있다.
아르놀트 조머펠트로부터 시작된 이러한 개념은 존 휠러가 1937년에 소립자의 반응과 관련한 S-행렬을 소개하였고 이것은 이후 입자물리학에서 중요한 도구가 되어주었는데 강한 상호 작용에 적용, 끈 이론의 발전으로 이어졌다.

## 역사
S-행렬 이론은 1943년 하이젠베르크(Werner Heisenberg)에 의해 입자 상호 작용의 원리로 제시되었는데, 이는 존 휠러(John Archibald Wheeler)의 S 매트릭스의 1937년 도입에 이은 것으로 이것은 제프리 추(Geoffrey Chew), 스티븐 프라우쉬(Steven Frautschi), 스탠리 만델스탐(Stanley Mandelstam), 블라디미르 그리보프 및 툴리오 레제에 의해 크게 개발되었다. 이 이론의 일부는 소련 연방의 레브 란다우(Lev Landau)와 미국의 머레이 겔만(Murray Gell-Mann)에 의해 추진되었다.

## 같이 보기
- 계 (물리학)
- 양자장론
- 물리상수